# لودفيغ والدمان
لودفيغ والدمان (بالألمانية: Ludwig Waldmann)‏ هو فيزيائي ألماني، ولد في 8 يونيو 1913 في فورت في ألمانيا، وتوفي في 9 فبراير 1980 في إرلنغن في ألمانيا.